# DLG
Dansk Landbrugs Grovvareselskab A.m.b.a.  (forkortet DLG) er et dansk landbrugsselskab ejet af danske landmænd. Koncernens primære forretningsområder er: Grovvarer, Vitaminer & Mineraler og Service & Energi. Selskabets aktiviteter dækker fx salg af såsæd og korn, dyrefoder, vitaminer og mineraler til foder samt salg af brændstof m.m.
Danmark, Tyskland og Sverige er de markeder, som DLG primært opererer på, men DLG-koncernen har stor eksport og eksporterer maltbyg, foder- og brødkorn og rapsfrø- og olie til Europa, Mellemøsten, Afrika og Sydamerika. Den samlede eksport af afgrøder ligger årligt på omkring 5 mia. kr. Derudover driver DLG butikskæden Land & Fritid, der forhandler produkter til hus og have.
DLG-koncernen har 40 datterselskaber fordelt over 18 lande. Der er 2.000 medarbejdere ansat i Danmark.
DLG blev dannet i 1969 gennem en fusion af Jysk Andels Foderstofforretning (JAF, stiftet 1898), Øernes Andelsselskab for Indkøb af Foderstoffer (ØA, stiftet 1901) og Dansk Andels-Gødningsforretning (DAG, stiftet 1901). I 1994 overtog DLG desuden Superfos Grovvarer og i 1999 Fyens Andels-Foderstofforretning (FAF), i 2002 dele af KFK, i 2003 Bornholms Andels Foderstofforretning (BAF) og i 2010 dele af Aarhus Egnens Andel. I 2007 fik DLG to nye selskaber, Kongskilde Industries (frasælges delvis 2016) og det tyske grovvareselskab HaGe. I 2013 blev det tyske Team AG også et datterselskab.
DLG frasolgte i 2017 sin andel af landbrugsorganisationernes hovedsæde på Axelborg i København og flyttede sit hovedsæde og andre aktiviteter til Fredericia i 2020. Koncernchef er Peter Giørtz-Carlsen.